# Alicia Domínguez Pérez

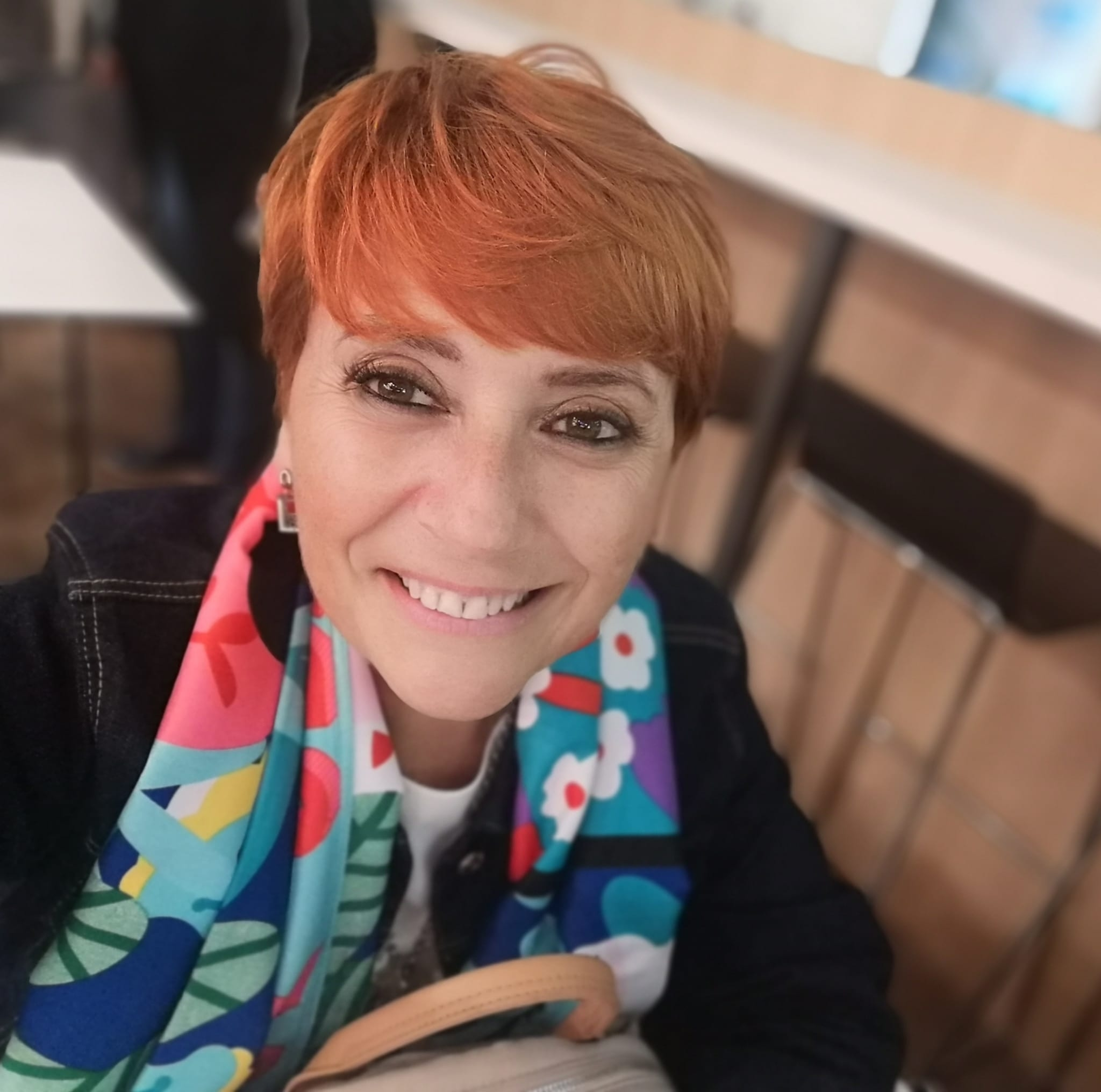
Alicia Domínguez, escritora

Alicia Domínguez Pérez (Madrid, 1966) es una escritora española, especializada en el ensayo histórico y la novela de ficción.

## Trayectoria
Gaditana nacida en Madrid (1966). Doctora en Historia Moderna y Contemporánea por la Universidad de Cádiz y máster en Gestión y Resolución de Conflictos por la Universidad Oberta de Catalunya. Su línea de investigación histórica se centró en el análisis de la violencia política y social del franquismo. Fruto de ella son los trabajos: La represión franquista de la guerra y la postguerra en Cádiz 1936-1945, La causa 259/45: un ejemplo de represión en la posguerra en el Campo de Gibraltar y La superación de la guerra civil española, una aproximación desde la perspectiva de la conflictología.
Es autora de El verano que trajo un largo invierno (Quorum Editores, 2005),Viaje al centro de mis mujeres (Edit. Proust, 2016), Memorial a Ellas. Que su rastro no se borre, Vol. 1 (Edit. Proust, 2018), La culpa la tuvo Eva (Edit. OléLibros, 2020), Memorial a Ellas. Que su luz no se apague, Vol. 2 (Edit. OléLibros, 2022), De memoria, perdón y otros conjuros (OléLibros, 2023) y La ecuación de Dirac (de próxima publicación) y de varios libros colectivos: 102 razones para recordar a Salvochea (Asociación de amigos de F.S., 2009), 65 Salvocheas (Quorum Editores, 2011 y El libro del mal amor. Caigo y renazco (La Quinta Rosa Editorial, 2021).
Articulista e el diario La Voz del Sur, coautora de la serie 'El oso cavernario' junto al catedrático de genética Eduardo Costas en el grupo editorial Prensa Ibérica y colaboradora de revistas como Woman’s Soul y CaoCultura.
En el año 2011 recibió el Premio 'Mujer Constitucional' con motivo del Bicentenario de la Constitución de 1812 de Cádiz y en el 2016 el 'Clara Campoamor' a propuesta del Observatorio de Igualdad de Cádiz.